# Andrés Chocho
Andrés Chocho León (Cuenca, 4 de noviembre de 1983) es un atleta ecuatoriano. Participó en los Juegos Olímpicos de Río de Janeiro 2016. Es hijo del entrenador de marcha, Luis Chocho.

## Campeonato Sudamericano 2011
Andrés Chocho participó en los campeonatos sudamericanos fijando récord en los 50 kilómetros en marcha el 2011. Fue el latino mejor ubicado en la competición, la cual fue ganada por el ruso Sergey Bakulin.

## Juegos Olímpicos de Londres 2012
El atleta Andrés Chocho compitió por la clasificación en los Juegos Olímpicos de Londres, por los 50 kilómetros, pero fue eliminado.

## Juegos Panamericanos de Cartagena 2013
Andrés Chocho en los Juegos Panamericanos de Cartagena de 2013 quedó en tercer lugar en caminata de 20 kilómetros.

## Juegos Panamericanos de Toronto 2015
Andrés Chocho participó en la prueba de los 50 kilómetros en los Juegos Bolivarianos 2013, en donde quedó en un excelente posición.[cita requerida]

## Juegos Olímpicos de Río de Janeiro 2016
Andrés Chocho fue eliminado en Río 2016 debido a la acumulación de faltas en la competición de 20 kilómetros en marcha. Finalmente el ecuatoriano se ubicó junto a los otro siete deportistas que también fueron eliminados.